# Microregione di Boquim
Boquim è una microregione dello Stato del Sergipe in Brasile appartenente alla mesoregione del Leste Sergipano.

## Comuni
Comprende 8 comuni:
- Arauá
- Boquim
- Cristinápolis
- Itabaianinha
- Pedrinhas
- Salgado
- Tomar do Geru
- Umbaúba